# 1574 Meyer
1574 Meyer eller 1939 FD är en asteroid i huvudbältet som upptäcktes den 22 mars 1939 av den franske astronomen Louis Boyer vid Algerobservatoriet. Den har fått sitt namn efter den franske astronomen Georges Meyer.
Asteroiden har en diameter på ungefär 57 kilometer och den tillhör asteroidgruppen Cybele.